# Isopterygium vestitum
Isopterygium vestitum är en bladmossart som beskrevs av Kyuichi Sakurai 1951. Isopterygium vestitum ingår i släktet Isopterygium och familjen Hypnaceae. Inga underarter finns listade i Catalogue of Life.